# Jag kommer
„Jag kommer” – siódmy singel szwedzkiej piosenkarki Veroniki Maggio wydany 2 lutego 2011 roku przez Universal Music.

## Lista utworów
- Singel (2 lutego 2011)[1]

1. „Jag kommer” – 3:24
2. „Jag kommer” (Instrumental) – 3:22

## Notowania na Listach przebojów
| Kraj     | Lista (2011/2012) | Najwyższa pozycja |
| -------- | ----------------- | ----------------- |
| Szwecja  | Top 60 Singles    | 1                 |
| Norwegia | Top 20 Singles    | 12                |